# Asynarchus lapponicus
Asynarchus lapponicus là một loài Trichoptera trong họ Limnephilidae.Loài này được tìm thấy ở miền Cổ bắc và miền Tân bắc.